# تیموتی استاک
تیموتی استاک (انگلیسی: Timothy Stack؛ زادهٔ ۲۱ نوامبر ۱۹۵۶) یک هنرپیشه، صدا پیشه، فیلم‌نامه‌نویس، و تهیه‌کننده اهل ایالات متحده آمریکا است.

## گزیده فیلمشناسی
از فیلم‌ها یا برنامه‌های تلویزیونی که وی در آن نقش داشته‌است می‌توان به آثار زیر اشاره کرد.
- بهترین فاحشه‌خانه کوچک در تگزاس (فیلم) (۱۹۸۲)
- هوانورد (فیلم ۱۹۸۵) (۱۹۸۵)
- بازگشت به مدرسه (۱۹۸۶)
- قرار ملاقات دو ناشناس (فیلم ۱۹۸۷) (۱۹۸۷)
- توستر کوچولوی شجاع (۱۹۸۷)
- کلیفورد (فیلم) (۱۹۹۴)
- توستر کوچولوی شجاع برای نجات (۱۹۹۷)
- توستر کوچولوی شجاع به مریخ می‌رود (۱۹۹۸)
- دورافتاده (۲۰۰۰)
- فیلم ترسناک ۳ (۲۰۰۳)
- پای آمریکایی: اردوگاه نوار (۲۰۰۵)
- لو گرانت (مجموعه تلویزیونی) (۱۹۸۱)
- روزهای زندگی ما (۱۹۸۱)
- دختران زرین (۱۹۹۰)
- فلش (مجموعه تلویزیونی ۱۹۹۰) (۱۹۹۱)
- ساینفلد (۱۹۹۳)
- دست‌های بیکار (۱۹۹۹)
- دنیای مالکوم (۲۰۰۵)
- نام من ارل است (۲۰۰۵)
- داستان زندگی هوپ (۲۰۱۲)